# Spacer po miłość...
Spacer po miłość... – czwarty i ostatni singel z albumu polskiego zespołu Futro pt. Futro. Jest to polska wersja utworu "Where is..." umieszczonego na albumie. Do "Spaceru po miłość..." powstał teledysk.

## Lista utworów
1. Spacer po miłość...
2. Where is... – Midnight Salsa Remix by Bee Hunter
3. Where is... – Moody Coast Remix
4. Where is... – Love Adict Mix by Matp&Cube
5. Where is... – Showerrremix by Pawelm
6. Where is... – Album Version